# NGC 4188
NGC 4188 is een spiraalvormig sterrenstelsel in het sterrenbeeld Raaf. Het hemelobject werd in 1886 ontdekt door de Amerikaanse astronoom Ormond Stone.

## Synoniemen
- MCG -2-31-23
- IRAS 12115-1218
- PGC 39059